# Tajgasländfluga
Tajgasländfluga (Sphaerophoria kaa) är en tvåvingeart som beskrevs av Violovitsh 1960. Tajgasländfluga ingår i släktet sländblomflugor, och familjen blomflugor. Arten är reproducerande i Sverige. Inga underarter finns listade i Catalogue of Life.